# 王从周
王从周（1917年—1996年8月21日），曾用名王四海，男，直隶（今河北）唐县人，中华人民共和国政治人物，曾任沈阳市革命委员会主任，第四、五届全国人大代表。